# Juan Miranda (acteur)
Pour les articles homonymes, voir Juan Miranda et Miranda.
Juan Miranda, né Alfonso Torres Chousal à Mexico le 20 avril 1941 et mort le 19 juillet 2009 dans la même ville, est un acteur mexicain et un ancien champion de culturisme.

## Biographie
Né en 1941 à Mexico, Alfonso Torres Chousal vient d'une famille d'artistes. Son père Alfonso Torres Cataño était compositeur et chef d'orchestre. Mannequin dans les années 1960, il apparaît dans des romans-photos. Il participe également au concours de culturistes Mr. México pendant plusieurs années. Il remportera le titre de Mr. México, catégorie amateur en 1963 puis le titre de Mr. México, catégorie pro en 1967. Il obtiendra aussi la quatrième place de Mr. Univers en 1966. Il fut président de la Federación Mexicana de Físico Culturismo (FMFC) dans les années 1970.
A la fin des années 1960, il se lance dans une carrière d'acteur. C'est à la suite de El hombre de negro qu'il prend son pseudonyme d'acteur : Juan Miranda. S'en suivra une vingtaine de films jusqu'en 1978 où il apprend être atteint d'une tumeur cancéreuse au cerveau. Après quelques films dans les années 1980, il met un terme à sa carrière d'acteur à la suite de sa guérison. Devenu croyant, il prêchera et chantera de la musique ranchera.
Il meurt le 19 juillet 2009 à Mexico. Son fils Alfonso Torres a suivi la même carrière que son père : il est chanteur, acteur et culturiste.

## Filmographie partielle

### Cinéma
- 1968 : La Endemoniada d'Emilio Gómez Muriel : Herrero
- 1968 : Un Toro me llama de Miguel Ángel Mendoza
- 1969 : No se mande, profe d'Alfredo B. Crevenna : professeur de gym
- 1969 : Mil máscaras de Jaime Salvador : Pantera Torres
- 1969 : El Hombre de negro de Raúl  de Anda
- 1970 : Faltas a la moral d'Ismael Rodríguez : Juan Miranda
- 1970 : Las tres magnificas de Miguel Morayta : Clemente
- 1970 : Juan el desalmado de Miguel Morayta : Juan
- 1970 : Pas de grâce pour le Manchot (El tunco Maclovio) d'Alberto Mariscal : Julián
- 1971 : Jesús, nuestro Señor de Miguel Zacarías : Pedro
- 1971 : La Sangre enemiga de Rogelio A. González : Sergio
- 1971 : Secreto de confesión de Julián Soler : Juan, amant de Maria
- 1972 : Jesús, María y José de Miguel Zacarías : Pedro
- 1972 : Los perturbados de Fernando Durán Rojas
- 1972 : Los Hijos de Satanás de Rafael Baledón
- 1972 : Treinta centavos de muerte de José Delfos
- 1974 : Hermanos de sangree de Miguel Morayta
- 1975 : El Caballo del diablo de Federico Curiel : Esteban
- 1976 : El Compadre más padre de Gilberto Martínez Solares
- 1977 : Caballo prieto afamado de Gilberto Martínez Solares
- 1977 : El Látigo d'Alfredo B. Crevenna
- 1978 : Candelaria de Rafael Lanuza
- 1978 : El Zorro blanco de José Luis Urquieta
- 1979 : El Látigo contra Satanás d'Alfredo B. Crevenna : El Latigo
- 1980 : Frontera brava de Roberto Rodríguez
- 1980 : El Latigo contra las momias asesinas d'Ángel Rodríguez Vázquez : El Latigo
- 1980 : La Venganza de un matón d'Alfredo B. Crevenna
- 1980 : Maniatico pasional de José Delfos
- 1989 : La Ciudad al desnudo de Gabriel Retes